# Rue Baron de Castro
La rue Baron de Castro (en néerlandais : Baron de Castrostraat) est une rue bruxelloise de la commune d'Etterbeek en Belgique, qui va du carrefour boulevards Saint-Michel - Louis Schmidt à l'avenue des Volontaires en passant par l'avenue Joseph Vandersmissen.
La rue doit son nom à Don Diego Enriquez de Castro, aristocrate espagnol, trésorier général (Pagador) des armées des Pays-Bas espagnols.
La numérotation des habitations va de 1 à 87 pour le côté impair et de 2 à 102 pour le côté pair.

## Accès
- (station de prémétro Boileau)